# Araçuaí
Araçuaí – miasto i gmina w Brazylii, w stanie Minas Gerais. Jest siedzibą mikroregionu Araçuaí oraz Diecezji Araçuai.